# Milionia queenslandica
Milionia queenslandica là một loài bướm đêm trong họ Geometridae.